# ミッドナイト・ランブラー
「ミッドナイト・ランブラー」(Midnight Rambler)は、ローリング・ストーンズの楽曲。作詞・作曲はミック・ジャガーおよびキース・リチャーズ。1969年のアルバム『レット・イット・ブリード』収録曲。

## 解説
ストーンズの楽曲では珍しく、リズムやテンポチェンジを繰り返す、7分近い長尺の曲。出だしは典型的なブルースロック・スタイルのシャッフル・ビートで始まるが、間奏に入ると共に徐々にテンポが上げられ、ビートもシャッフルからノーマルに変わっていく。演奏がブレイクすると非常にゆっくりとした12ビート（12/8）になり、徐々に盛り上がりながら再び冒頭のシャッフル・ビートに戻って曲が終わる、という構成になっている。リチャーズはこの曲を「ブルース・オペラ」と呼んでいる。
曲は、ジャガーとリチャーズが休暇で訪れたイタリアのポジターノに滞在していた時に二人で作ったもので、テンポチェンジなども作曲の段階で全て作られたという。この曲はブライアン・ジョーンズを含めた、オリジナルのストーンズのメンバーのみで録音された最後の曲であるが、ジョーンズは『レット・イット・ブリード』の制作時にはもうスタジオに来ること自体ほとんどなくなっており、この曲ではスローテンポのパートでコンガを叩いただけである。ギターは全てリチャーズ一人で弾いている。また曲のほぼ全編にわたり、ジャガーがハーモニカを吹いている。
歌詞は、1962年から1964年にかけて起こったボストン絞殺魔事件の犯人であるザ・ボストン・ストラングラー（本名：アルバート・デサルヴォ）をヒントにしたものである。ジャガーは「何であんなきれいな天気のいい所に来て、こんな暗い曲を書いたのか俺にもわからない」とコメントしている。

## コンサート・パフォーマンス
リチャーズお気に入りの曲ということもあってか、ストーンズのコンサートにおいては1969年以降、直近の2016年まで、ほぼ全てのツアーで披露され続けている（1980年代前半を除く）。即興演奏の要素が強いためか、コンサートでは長い時間をかけて演奏されることが多い。頻繁に披露されている割には、公式ライブアルバムには『ゲット・ヤー・ヤ・ヤズ・アウト』（1970年）にしか収録されていない（ただし、日本未発売の公式ライブアルバムではこれ以外にも収録されているものがある）。映像作品では、『フォー・フリックス』（2004年）や『レディース・アンド・ジェントルマン』（2010年）などに収録されている。